# Analyse isogéométrique
L'analyse isogéométrique (AIG) (isogeometric analysis, IGA) est une méthode de calcul numérique dont le développement a commencé en 2005 et consistant à utiliser des splines, et plus généralement des NURBS, dans la méthode des éléments finis (MÉF). Les NURBS étant largement utilisées en conception assistée par ordinateur (CAO), cette méthode permet entre autres un meilleur couplage des logiciels.
Dans les logiciels de CAO, les formes géométriques sont délimitées par des surfaces courbes décrites par des NURBS, des fonctions polynomiales par partie. Dans la MÉF « classique », les volumes géométriques sont maillés, découpés en polyèdres (hexaèdres/cubes, tétraèdres, prismes…), dont les arêtes peuvent éventuellement être courbes (éléments dits « quadratiques »). Lors du passage de la CAO à la MÉF, il est donc nécessaire de convertir le modèle géométrique numérique ; cette opération appelée « maillage » est un des points critiques de la MÉF car elle conditionne à la fois la qualité des résultats et le temps de calcul.
La méthode de l'analyse isogéométrique utilise directement des géométries décrites par des NURBS pour les calculs par éléments finis, ce qui permet d'utiliser les mêmes données pour la conception (dessin) et le calcul, facilitant ainsi la paramétrisation des modèles (le fait d'avoir des dimensions définies par des variables ajustables et non pas par des valeurs fixes) et les rétroactions calculs-conception, dans le cadre d'un ingénierie assistée par ordinateur (IAO).
Les pionniers de cette technique sont l'équipe de Thomas J.R. Hughes de l'Université d'Austin. Cette méthode a été mise en œuvre dans un logiciel libre de référence, GeoPDEs,. Il existe d'autres logiciels mettant en œuvre cette méthode, comme PetIGA qui est un cadre ouvert pour faire de l'analyse géométrique à haute performance reposant sur  PETSc ou G+Smo qui est une bibliothèque source ouvert de C++. Vinh Phu Nguyen de l'Université de Cardiff a également développé un module AIG pour Matlab nommé MIGFEM, et qui applique la méthode à l'étude de la fissuration en 2D et 3D (AIG enrichie par la partition de l'unité).

## Points communs entre MÉF et CAO
La méthode des éléments finis est une méthode d'interpolation : les valeurs sont calculées en des points particuliers, les points de Gauss, et sont ensuite extrapolés aux nœuds (et à tous les points d'une maille) par des fonctions polynomiales.
Les NURBS sont également des fonctions d'interpolation : on définit un nombre donné de points de contrôle, ces points définissent une fonction polynomiale continue.
Dans les deux cas, on peut se ramener à un espace paramétrique, un maillage composé d'éléments « idéaux » :
- dans le cas d'un maillage surfacique d'éléments finis, à une maille quadrilatérale correspond un carré dont les angles ont pour coordonnée 1 ou -1 ; à une maille triangulaire correspond triangle rectangle isocèle dont les angles ont pour coordonnées 0 ou 1 ;
- dans le cas d'une NURBS, celle-ci est générée par les points de contrôle que l'on peut faire correspondre à un maillage carré.

## Différences entre MÉF et CAO

Cas d'une NURBS définie par quatre points : s'il s'agit de la frontière d'un domaine matériel convexe, alors seuls les points P_{0} et P_{3} ont un sens physique ; les points P_{1} et P_{2} sont hors du domaine matériel.

Il existe toutefois une différence fondamentale entre les éléments finis et les NURBS :
- dans le cas des éléments finis, les points utilisés, les nœuds du maillage, font partie de l'objet physique analysé ;
- dans le cas des NURBS, les points utilisés sont des points de contrôle ; ils servent à générer la fonction, mais ne font pas nécessairement partie du domaine matériel, ils n'ont pas de sens physique.